# Acanthiza chrysorrhoa
Acanthiza chrysorrhoa là một loài chim trong họ Acanthizidae.
Chi này đã từng được đặt trong họ Pardalotidae nhưng họ này đã được tách ra và bây giờ chi thuộc họ Acanthizidae. Có bốn phân loài thuộc loài này. Đây là loài chim màu nâu nhỏ với một mông màu vàng đặc biệt và mỏ mỏng và tối màu. Chúng sinh sống ở thảo nguyên, cây bụi và rừng trên toàn nhất của Australia và ăn côn trùng. Chúng sinh sản thành nhóm.

## Hình ảnh

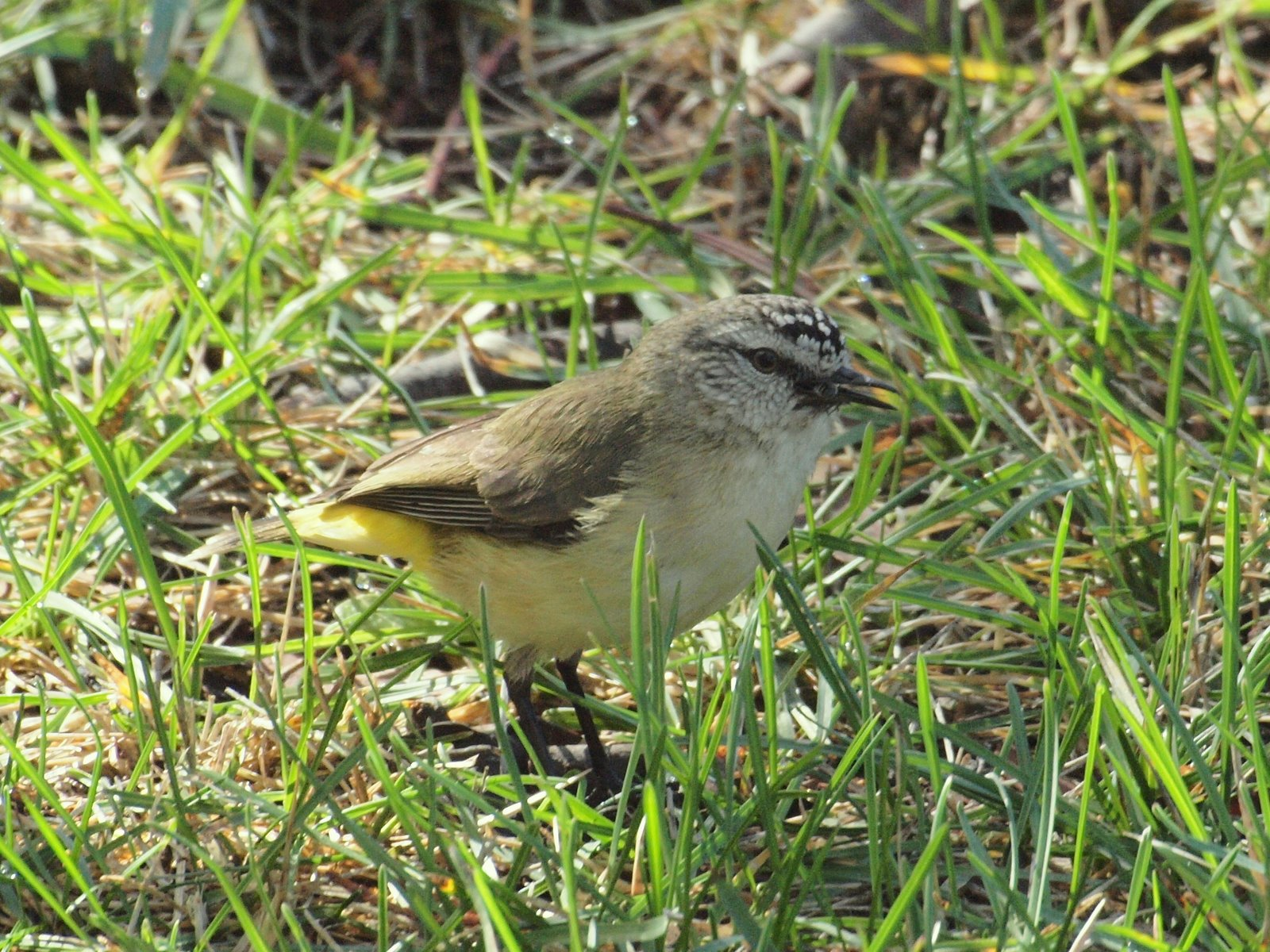
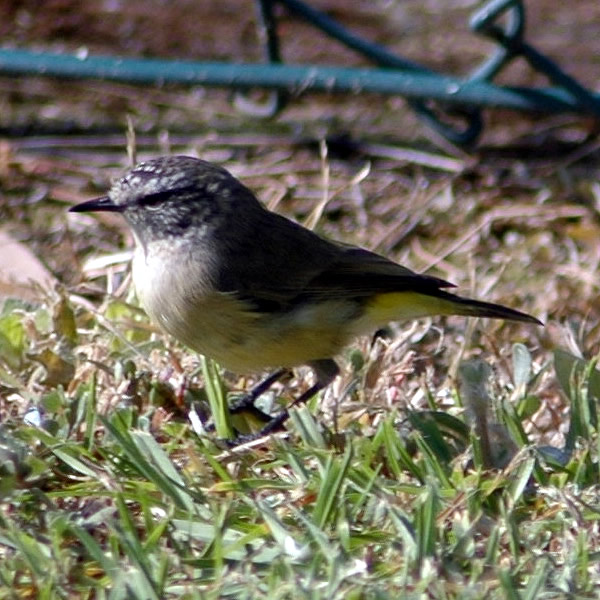
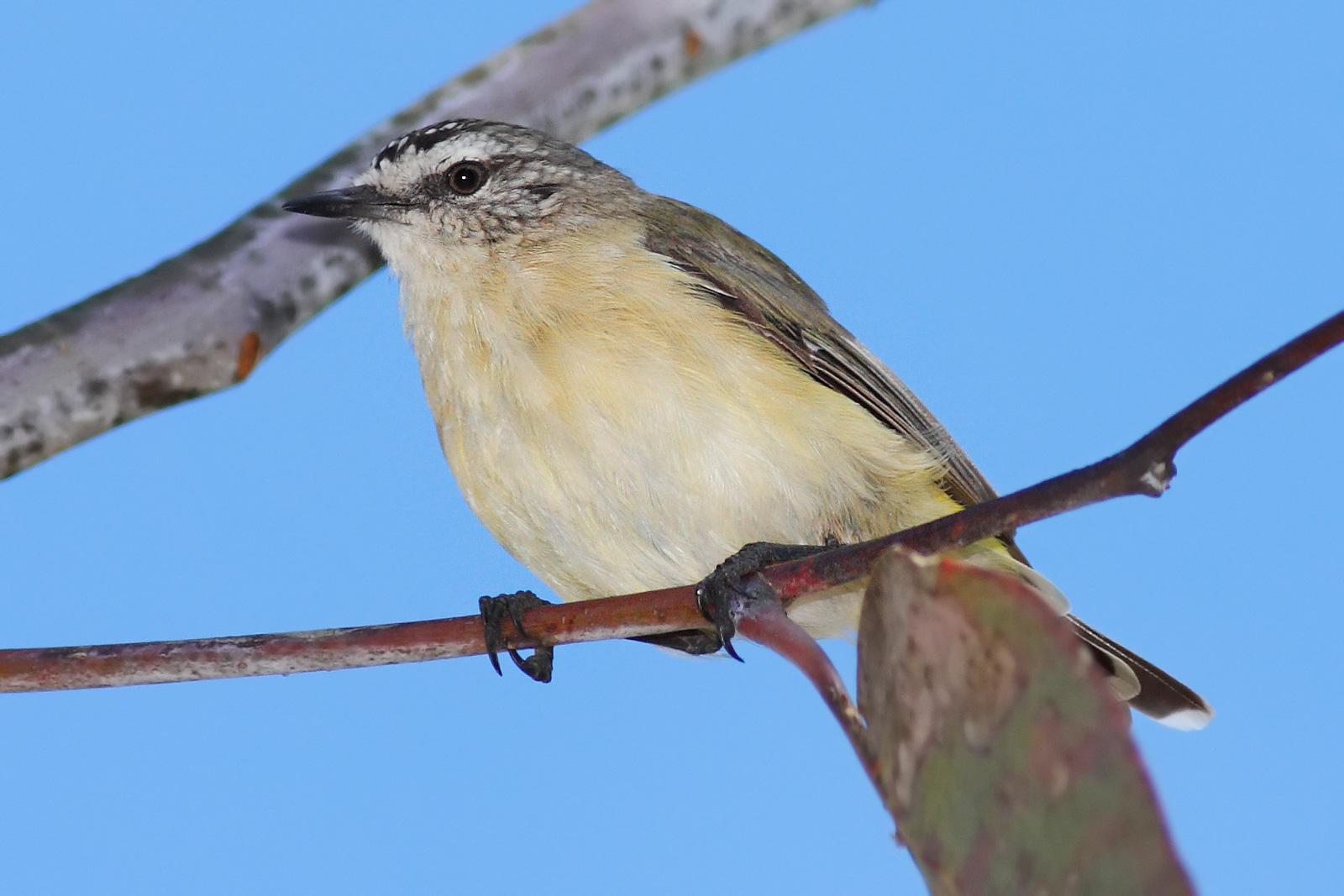
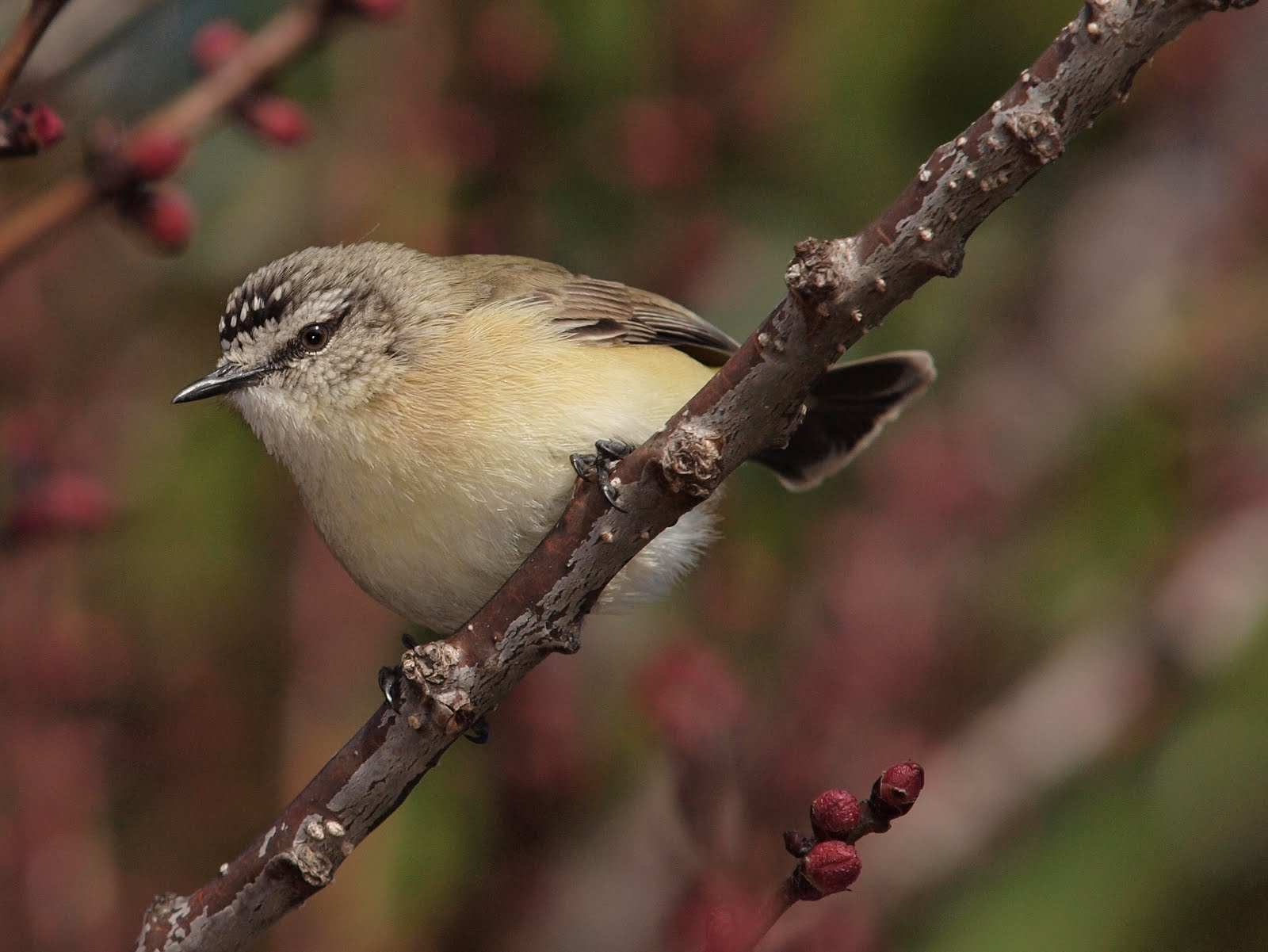